# Enrique Díaz Tovar
Enrique Díaz (3 d'abril de 1945 María la Baja - 18 de setembre de 2014) és un dels músics més recordats en les notes de la música sabanera i, en general, de la música d'acordió. és conegut com el "Tigre de Maria La Baja", va ser un dels pocs joglars vallenatos de Colòmbia, de qui es deia que tenia una semblança en el to de la seva veu amb el ja mort rei vallenato Alejandro Durán.
Criat per la seva àvia a Palo Alto corregiment de Sant Onofre, en feines camperoles va ser la infància d'aquest joglar vallénato que cap als seus 14 anys la seva família es va traslladar per a Nueva Estación, antic corregiment i avui actual barri de Buenavista, Còrdova. Allà va aprendre a tocar el violí i, als 18 anys, va rebre com a regal un acordió senzill de dos teclats. El seu estil únic i excepcional neix de l'escolta atenta que li va dedicar a la música de Luis Enrique 'El Pollo' Martínez i Andrés Landero, qui va ser el seu ídol. El seu primer senzill, "Mujer ingrata", va ser gravat per la discogràfica de Otoniel Cardona, "Discos Victoria".
Va viure la majoria de la seva vida a Planeta Rica, Còrdova. El mateix municipi on va viure els seus últims anys i està sepultat el Negro Alejo. Entre els seus èxits, hi ha haver estat elegit Rei Sabanero de l'Acordió a Sincelejo l'any de 1986. Entre els seus èxits més populars es troba La Caja Negra, Rancho Triste, La Monterrubiana, El Rico Cuji. Els seus àlbums sumen més de 51. La Caja Negra del compositor Rafael València i interpretat per aquest joglar vallénato és potser el major dels seus èxits que també ha estat gravat per Carlos Vives. Díaz Tovar es troba entre els artistes més reconeguts del vallenato. En els darrers mesos havia patit problemes cardíacs i va haver de ser hospitalitzat a Montería.
El dia 18 de setembre de 2014 a Montería, amb 69 anys, Enrique Díaz va morir d'un càncer de pulmó: l'anomenat 'Tigre de Maria La Baja', un joglar obsessionat amb la mort, la picaresca i els costums gastronòmics.

## Composicions
- La caja negra: Aquest tema ha estat gravada per Enrique Díaz. Carlos Vives & Egidio Quadrat també la van gravar a l'àlbum Clàssics de la província II (2009).
- El rico cují: Cançó gravada per Peter Manjarrés a l'àlbum Solo clásicos (2008).